# Neostylopyga badia
Neostylopyga badia är en kackerlacksart som beskrevs av Karlis Princis 1966. Neostylopyga badia ingår i släktet Neostylopyga och familjen storkackerlackor. Inga underarter finns listade i Catalogue of Life.